# Flughafen Norilsk

i7
i11
i13
Der Flughafen Norilsk (russisch Аэропо́рт Норильск, IATA-Code: NSK, ICAO-Code: UOOO) ist der internationale Flughafen von Norilsk in Russland. Er liegt rund 34 Kilometer westlich des Stadtzentrums auf 181 Metern Höhe. Der Flughafen besitzt eine Start- und Landebahn. Der Flugbetrieb läuft 24 Stunden am Tag.
Er wurde in den späten 1950er Jahren als Stützpunkt für sowjetische Bomber gebaut. Bis 1991 waren dort außerdem 24 Suchoi Su-15TM des 57. IAP (57. Jagdfliegerregiment) stationiert.

## Fluggesellschaften und Flugziele
Norilsk ist einer der beiden Heimatflughäfen der Fluggesellschaft NordStar. Daneben wird er u. a. noch von den Fluggesellschaften S7 Airlines, Aeroflot, Transaero Airlines, Taimyr Airlines und Ural Airlines angeflogen.
Moskau-Domodedowo wird etwa 17 mal pro Woche angeflogen. Weitere Ziele sind u. a. Krasnojarsk, Nowosibirsk, Sankt Petersburg und Jekaterinburg.